# Jadranko Prlić
Jadranko Prlić (IPA:[jâdraːŋko př̩ːlit͡ɕ]) (Đakovo, 10 giugno 1959) è un politico e criminale di guerra croato.
Leader dell'autoproclamata Repubblica Croata dell'Erzeg-Bosnia durante la guerra di Bosnia, e condannato nel 2013 dal Tribunale penale internazionale per l'ex-Jugoslavia a 25 anni di prigione per crimini di guerra e pulizia etnica contro la popolazione bosgnacca e serbo-bosniaca, in una "impresa criminale congiunta" assieme a, tra gli altri, l'ex presidente croato Franjo Tudjman e l'ex leader politico croato-bosniaco Mate Boban, entrambi già morti.

## Biografia
Prlić si unisce alla Lega dei Comunisti di Jugoslavia negli anni '70. Nel 1987 ottiene un dottorato di ricerca alla Facoltà di Economia dell'Università di Sarajevo, per divenirne poi professore ordinario. Nel 1988 è nominato sindaco di Mostar, e nel 1989 vicepresidente del Consiglio esecutivo di stato (il governo) della Bosnia ed Erzegovina.
Alle elezioni del 1990, Prlić è Presidente facente funzioni del governo della Bosnia ed Erzegovina.
Ad inizio 1992 Prlić si trasferisce negli Stati Uniti per studiarne il modello economico. Al suo ritorno trova Mostar sotto assedio, e si unisce alle milizie del Consiglio di difesa croato (HVO), partecipando attivamente al conflitto.

## Indagini e condanna per crimini di guerra
Il Tribunale penale internazionale per l'ex-Jugoslavia, nel suo atto d'accusa, afferma che come leader politico del Consiglio croato di difesa (HVO) Prlić nei primi anni '90 aveva controllo totale sul governo dell'autoproclamata  Repubblica Croata dell'Erzeg-Bosnia. Pertanto egli aveva il potere di rimuovere quei comandanti militari che avevano preso parte o ordinato crimini contro l'umanità, e aveva il potere di chiudere i campi di concentramento gestiti dall'HVO.
Prlić venne imputato per:
- 9 capi d'accusa relativi a gravi violazioni della Convenzione di Ginevra: omicidi volontari, trattamenti inumani (violenza sessuale, condizioni di detenzione), deportazioni, trasferimenti e detenzione illegali di civili; trasferimenti illegali di civili; distruzione estesa di proprietà, non giustificata da necessità militare e compiuta illegalmente e arbitrariamente; appropriazione indebita,  non giustificata da necessità militare e compiuta illegalmente e arbitrariamente;
- 9 capi d'accusa relativi a violazioni delle leggi e dei costumi della guerra: trattamenti crudeli (condizioni di detenzione), lavori forzati, distruzione arbitraria di città e villaggi, non giustificata da necessità militari, distruzione arbitraria di istituzioni educative e religiose; saccheggio di proprietà pubblica e privata; attacchi illegali a civili; terrorismo illegale contro civili;
- 8 capi d'accusa per crimini contro l'umanità: persecuzioni su base politica, razziale e religiosa; omicidio; stupro; deportazione; imprigionamento; atti inumani (trasferimenti forzati, condizioni di detenzione);

La corte stabilì che la Croazia era responsabile per aver aiutato l'Erzeg-Bosnia a ripulire etnicamente il proprio territorio dai non-croati (bosgnacchi e serbo-bosniaci), aggiungendo che Franjo Tuđman considerava la pulizia etnica necessaria a creare un territorio etnicamente puro che potesse poi essere annesso alla Repubblica di Croazia. Il giudice-presidente Jean-Claude Antonetti affermò che le forze armate sotto il controllo di Prlić avevano compiuto uccisioni, stupri e deportazioni. "Tali crimini non erano atti casuali di pochi soldati insubordinati. Erano il risultato di un piano... volto a rimuovere permanentemente la popolazione musulmana dall'Herzeg-Bosnia."
Il tribunale definì colpevoli anche altre cinque leader del tempo della guerra in un processo congiunto: il ministro della difesa dell'Erzeg-Bosnia Bruno Stojić (20 anni), i capi delle milizie Slobodan Praljak (20 anni) e Milivoj Petković (20 anni), il comandante della polizia militare Valentin Ćorić (20 anni) e il responsabile degli scambi di prigionieri e delle strutture di detenzione Berislav Pušić (16 anni).